# Obadja ben Jacob Sforno
Obadja ben Jacob Sforno (hebräisch עובדיה ספורנו; geboren ca. 1475 in Cesena; gestorben ca. 1550 in Bologna) war italienischer Rabbiner, Philosoph und Arzt, der insbesondere als Bibelkommentator (sein Pentateuchkommentar wurde vielfach in rabbinischen Bibeln gedruckt) hervorgetreten ist. Er war einer der Lehrer Reuchlins.
Nachdem er in seiner Heimatstadt ein umfangreiches Wissen in den Gebieten der hebräischen Sprache, rabbinischen Literatur, Mathematik und Philosophie erworben hatte, ging er nach Rom, um Medizin zu studieren. Dort sicherten ihm seine Studien einen besonderen Platz unter den Gelehrten, und als Reuchlin in Rom weilte (1498–1500) und dort sein Wissen auf dem Gebiet der hebräischen Literatur vervollständigen wollte, gab Kardinal Domenico Grimani ihm den Rat, sich an Obadja zu wenden.
Er genoss hohes Ansehen im Bereich der Kasuistik. So wurde er zum Beispiel von Meir Katzenellenbogen in juristischen Fragestellungen um Rat gefragt. Um 1525 verließ er Rom und führte ein Leben auf Wanderschaft.
Aus vielen Briefen, gerichtet an seinen Bruder Hananeel in Bologna (Italien), entsteht der Eindruck, dass Obadja während dieser Zeit in ärmlichen Verhältnissen lebte. Danach ließ er sich in Bologna nieder, wo er eine Jeschiwa gründete, die er bis zu seinem Tod leitete.

## Werke
- Beur al Ha-Torah